# Адам Нагайтіс
Адам Метью Нагайтіс (англ. Adam Matthew Nagaitis; нар. 7 червня 1985, Чорлі, Ланкашир, Англія Велика Британія) — британський актор, найбільш відомий за ролями Корнеліуса Гікі у телесеріалі «AMC» «Терор» та Василя Ігнатенко в міні-серіалі «HBO» «Чорнобиль» (2019).

## Біографія
Адам Нагайтіс народився 7 червня 1985 року в місті Чорлі, графство Ланкашир, Англія. Закінчив Акторську студію Стелли Адлер у Нью-Йорку та у 2012 році Королівську академію драматичного мистецтва у Лондоні.

## Фільмографія

### Фільми
| Рік  |   | Українська назва          | Оригінальна назва           | Роль                     |
| ---- | - | ------------------------- | --------------------------- | ------------------------ |
| 2008 | ф | Місцевий                  | The Local                   | Джек Лорд                |
| 2014 | ф | 71                        | '7                          | Джиммі                   |
| 2014 | ф | Сніг у раю                | Snow in Paradise            | Ґрейві                   |
| 2014 | ф | Переростки 2              | The Inbetweeners 2          | Піт                      |
| 2014 | ф | Петерман                  | Peterman                    | Дейв                     |
| 2015 | ф | Віктор Франкенштайн       | Victor Frankenstein         | Вінтроп (немає у титрах) |
| 2015 | ф | Суфражистка               | Suffragette                 | містер Каммінс           |
| 2017 | ф | Людина із залізним серцем | The Man with the Iron Heart | Карел Чурда              |
| 2018 | ф | Пасажир                   | The Commuter                | Джиммі, кондуктор        |
| 2021 | ф | Пороховий коктейль        | Gunpowder Milkshake         | Вергілій                 |
| 2021 | ф | Остання дуель             | The Last Duel               | Адам Лувель              |

### Телебачення
| Рік  |    | Українська назва                 | Оригінальна назва             | Роль                               |
| ---- | -- | -------------------------------- | ----------------------------- | ---------------------------------- |
| 2000 | с  | Дитяче відділення                | Children's Ward               | хлопець (Епізод: #12.9)            |
| 2004 | с  | Зал суду                         | The Courtroom                 | Кевін Гоуд (Епізод: "Dicky Heart") |
| 2004 | с  | Поза законом                     | Outlaws                       | Дін Смал (Епізод: "A Dying Breed") |
| 2013 | с  | Закон і порядок: Велика Британія | Law & Order: UK               | Вільям Бракстон (2 епізоди)        |
| 2014 | с  | Щаслива долина                   | Happy Valley                  | Бретт Маккендрік (3 епізоди)       |
| 2015 | с  | Код вбивці                       | Code of a Killer              | Іан Вендбі (Епізод: #1.2)          |
| 2015 | с  | Вигнанці                         | Banished                      | рядовий Баклі (7 епізодів)         |
| 2015 | с  | Ти, я і кінець світу             | You, Me and the Apocalypse    | Тодд (Епізод: "Right in the Nuts") |
| 2016 | с  | Гудіні та Дойл                   | Houdini & Doyle               | Джордж Ґаджетт (4 епізоди)         |
| 2016 | тф | Непомітно пройти                 | To Walk Invisible             | Брануелл Бронте                    |
| 2018 | с  | Терор                            | The Terror                    | Корнеліус Гікі (10 епізодів)       |
| 2019 | с  | Чорнобиль                        | Chernobyl                     | Василь Ігнатенко (4 епізоди)       |
| 2019 | с  | Різдвяна пісня                   | A Christmas Carol             | Фред (Епізод: "The Human Beast")   |
| 2022 | с  |                                  | Red Rose                      | Рік Беннет (8 епізодів)            |
| 2023 | с  | Ходячі мерці: Деріл Діксон       | The Walking Dead: Daryl Dixon | Квінн (6 епізодів)                 |